# Franco Pedro Romero
Franco Romero (8 de mayo de 1979, Buenos Aires) es un ex-futbolista argentino que jugaba como delantero.

## Trayectoria
Surgido de las divisiones inferiores del Deportivo Español, Franco Romero convirtió 71 goles con la camiseta del gallego. Tras ganar el campeonato de Primera B 2001/02 y lograr el ascenso a la Primera B Nacional, Romero dejó Español y pasó por varios equipos de la Primera B: Tristán Suárez, Sportivo Italiano, San Telmo, Deportivo Merlo, Club Atlético Atlanta y Brown de Adrogué.
Tras pasar dos temporadas en el Club Comunicaciones y un paso efímero por la UAI Urquiza, retornó a Deportivo Español, que en la temporada 2012/2013 se encontraba en Primera C. En 2013/2014 consiguió con Español el ascenso a la Primera B.

## Clubes
| Club                    | País      | Año         |
| ----------------------- | --------- | ----------- |
| Deportivo Español       | Argentina | 1998 - 2003 |
| Tristán Suárez          | Argentina | 2003 - 2004 |
| Sportivo Italiano       | Argentina | 2004 - 2005 |
| Club Atlético San Telmo | Argentina | 2005 - 2006 |
| Deportivo Merlo         | Argentina | 2006 - 2007 |
| Club Atlético Atlanta   | Argentina | 2007 - 2008 |
| Brown de Adrogué        | Argentina | 2008 - 2009 |
| Club Comunicaciones     | Argentina | 2009 - 2011 |
| UAI Urquiza             | Argentina | 2011 - 2012 |
| Deportivo Español       | Argentina | 2013 - 2016 |